# Kyptoceratini
Kyptoceratini (лат.) — триба вымерших растительноядных парнокопытных
млекопитающих из вымершего семейства Protoceratidae, эндемичный для Северной Америки с эпохи позднего олигоцена до раннего плейстоцена 24,8—2,588 млн лет назад. Окаменелости представителей этой трибы были найдены в США (Вайоминг, Небраска, Флорида и Северная Каролина) и Мексике (Гуанахуато).

## Классификация
Триба включает 2 монотипических рода:
- †Kyptoceras Webb, 1981 typus
  - †Kyptoceras amatorum Webb, 1981
- †Syndyoceras Barbour, 1905
  - †Syndyoceras cooki Barbour, 1905